# Katsura Hoshino
Katsura Hoshino (星野 桂, Hoshino Katsura, Shiga, 21 april 1980) is een Japans mangaka. Ze maakte haar debuut in juli 2003 met de mangareeks Continue. Haar bekendste serie is D.Gray-man, welke in Shueisha's Weekly Shonen Jump liep vanaf mei 2004. In 2013 ontwierp ze personages voor de anime Valvrave the Liberator.
D.Gray-man werd verwerkt tot een anime en drie light novels. In 2008 haalde de reeks de top vijftig bestverkochte manga in Japan. De reeks werd positief onthaald in de Verenigde Staten en won twee stripprijzen in Frankrijk.
Hoshino noemt Takeshi Obata en Osamu Akimoto als inspiratiebronnen voor haar werk. Onder invloed van Hayao Miyazaki wilde ze als kind animator worden.

## Oeuvre

### Manga
- Zone (2002)[3]
- Continue (2003)[4]
- D.Gray-man (2004–heden)[5]
- D.Gray-man Reverse 1: Clergyman's Departure (D.Gray-man reverse1 旅立ちの聖職者) (2005)[6]
- D.Gray-man Reverse 2: The 49th Name (D.Gray-man reverse2 四十九番目の名前) (2006)[7]
- D.Gray-man Official Fanbook: Gray Ark (D.Gray-man 公式ファンブック 灰色ノ聖櫃) (2008)[8]
- D.Gray-man Illustrations Noche (D.Gray-man イラスト集｢Noche(ノーチェ)｣) (2010)[9]
- D.Gray-man Reverse 3: Lost Fragment of Snow (2011)[10]
- D.Gray-man Character Workbook CharaGray! (D．Gray－manキャラクターランキングブック キャラグレ！) (2011)[11]
- Kaiten!! (カイテン!!) (2011)[12]
- Demon King (2013)[13]
- D.Gray-man Official Fan Book - Gray Log (Gray's Memory) 2017.[14]

### Anime
- Valvrave the Liberator (2013) – personageontwerp

- Biblioteca Nacional de España: XX4745543
- Bibliothèque nationale de France: cb15103189m (data)
- CiNii: DA16414793
- Gemeinsame Normdatei: 1102453315
- International Standard Name Identifier: 0000 0000 5523 6986
- Library of Congress Control Number: no2009018092
- MusicBrainz: 7bd76b6c-6e5e-4a5c-9908-e3deb6d87372
- National Central Library: 000858438
- Bibliotheek van het Japanse parlement: 00972465
- Système universitaire de documentation: 143706853
- Virtual International Authority File: 34750608
- WorldCat: E39PBJc83bjhQFhtHJF8bwmPQq